# ATP Challenger Kisch
Der ATP Challenger Kisch (offiziell: Kish Free Zone Island Challenger) war ein Tennisturnier, das 2004 einmal auf Kisch, im Iran, stattfand. Es gehörte zur ATP Challenger Tour und wurde im Freien auf Sand gespielt. Tomas Behrend konnte bei der einzigen Ausgabe beide Konkurrenzen gewinnen.

## Liste der Sieger

### Einzel
| Jahr | Sieger        | Finalgegner       | Ergebnis  |
| ---- | ------------- | ----------------- | --------- |
| 2004 | Tomas Behrend | Mathieu Montcourt | 7:63, 6:1 |

### Doppel
| Jahr | Sieger                      | Finalgegner             | Ergebnis      |
| ---- | --------------------------- | ----------------------- | ------------- |
| 2004 | Tomas Behrend Rogier Wassen | Adam Chadaj Filip Urban | 3:6, 6:2, 6:4 |